# (4918) Rostropovich
(4918) Rostropovich (1974 QU1) – planetoida z pasa głównego asteroid okrążająca Słońce w ciągu 4,29 lat w średniej odległości 2,64 j.a. Odkryta 24 sierpnia 1974 roku. Nazwana na cześć Mstisława Rostropowicza.